# Arrecife Winslow
El arrecife Winslow es un arrecife de coral submarino perteneciente al grupo de islas Fénix, en la República de Kiribati, localizado a 200 km nornoroeste de la isla McKean. Tiene al menos una profundidad de 11 metros, 1,6 km de longitud de este a oeste, y 0,8 km de ancho. El fondo está cubierto de coral rosa y arena roja.
Frecuentemente, es confundido con el arrecife Winslow de las Islas Cook (20°38′S 160°56′O / -20.633, -160.933).
El arrecife Winslow es mencionado por Robert Louis Stevenson, quien en 1889 navegó por el área donde se creía que estaba, pero no lo pudo encontrar.